# Crust punk
El crust punk (a vegades anomenat crust o crustcore) és un subgènere i estil de música derivat de l'anarcho-punk influenciada pel D-beat i el extreme metal. L'estil, el qual va emergir a Anglaterra a mitjan 1980s, sovint té cançons amb lletres fosques i pessimistes que s'ocupen de mals polítics i socials. Musicalment es podria resumir una definició de l'estil crust com una forma de "hardcore d'expressió terrorífica". Les bandes que van ajudar a formar aquest subgènere van ser en la seva majoria bandes del primerenc anarco punk els qui prenien influència de bandes de heavy metal com Motörhead.
La tendència del crust punk és gairebé igual al del D-Beat sol que el so és molt més agressiu.
El crust és parcialment definit per baixos pronunciats i un so "bastant brut, cru i brutal". És un estil musical molt ràpid (algunes bandes utilitzen blast beat amb seccions moderades ocasionals). Les veus són usualment guturales i també poden ser cridades. El crust punk pren influències del Anarco/Hardcore punk de Crass i Discharge, també de l'extreme metal Però mes pel thrash (especialment el thrash del East Coast Thrash Metal) d'Overkill, Nuclear Assault, Metallica i en algunes de les seves formes més dissonants, elements subtils del Deathrock. El crust ha estat sempre un estil de música molt underground, però fans i bandes dins de l'estil es troben a tot el món. Els primers treballs d'Amebix (els creadors del gènere), Excrement of War, Doom, Nausea, Hellbastard, Aus Rotten, i Extreme Noise Terror (els qui serien els pioners del grindcore) constitueixen el crust prototípic.

## Història (Precursors, orígens i formació)
Els precursors del crust punk són bandes de hardcore i anarco punk com Crass, Discharge, The Varukers (Les 2 últimes són les creadores del D-beat), Lunatic Fringe i Rattus. També bandes de heavy metal (que incorporaven elements del punk rock a la seva música) com Motorhead i grups de Deathrock. El crust està caracteritzat per una sobrecàrrega dels elements definitoris de hardcore: rapidesa, distorsió i veus fortes, sovint amb expressions guturals, estripades o terrorífiques.
El crust punk apareix probablement en la dècada dels 80s arran de la banda Amebix els qui tocaven un hardcore punk molt ràpid (la rapidesa va ser adquirida del D-Beat), amb un so fosc heretat del Deathrock, i prenent elements del anarcho-punk i el thrash metal més fosc, a més una altra característica del grup és una tendència visual gòtica. Altres bandes apareixen en l'escena del anarco-punk amb un so molt semblant al d'Amebix com Excrement of War i Doom.
Hom considera el disc Arise d'Amebix com a primer àlbum reconegut de crust punk, però el grup Hellbastard, va ser qui en realitat va encunyar el terme "crust", (en la seva demo de 1986 Ripper Crust).
El gènere es coneixia com a "stenchcore" abans de ser batejat com crust punk. El nom ve de la maqueta de Deviated Instinct publicada en 1987, titulada Terminal Filth Stenchcore. El terme "stenchcore" utilitzat actualment s'utilitza també per a grups que intentant emular el so dels grups pioners de crust, en contrast amb grups que han incorporat un altre tipus d'influències (veure a baix).
El crust punk és un estil gairebé desconegut per al gran públic, a excepció dels afeccionats al punk. La gent que escolta habitualment crust se'ls coneix generalment com "crusties" o "crust punks".
El crust punk als Estats Units apareix amb el treball de bandes com Nausea de Nova York. Aquest grup va sorgir del moviment ideologista anarcho-punk però la seva música ve del contemporani del hardcore punk emergit del Regne Unit: "D-beat". També apareixen bandes com a Neurosis, de San Francisco (bressol de bandes de hardcore punk llegendàries com Dead Kennedys), igual que Misery i Destroy ambdues bandes de crust del Mineapollis.
Un grup britànic anomenat Extreme Noise Terror, els qui emergeixen de l'escena del crust punk serien els que juntament amb Napalm Death crearien el grindcore (la forma mes extrema juntament amb el crust del punk) una forma derivada que combinava el crust amb el death metal, característiques pròpies del grindcore seria afegir a l'estil ràpid i fort del hardcore una distorsió molt més greu i bruta en les guitarres (propis del crust), mentre les veus s'expressaven de formes guturals i virolades (heretats del death metal). Aquests recursos donen lloc a una música enèrgica i atemorint per recalcar la passió reivindicativa de les lletres, que solen ser de tipus anarquistes, politico-socials o ecologistes centrades sobretot en les temàtiques d'alarma pels problemes del món.
Existeix un corrent de pensament que defensa la idea que el crust punk és producte d'una evolució del grindcore, no obstant això tots dos gèneres van coexistir i igualment es van influenciar de bandes de death metal nord-americanes durant els seus inicis. Al començament dels 80's ja existien bandes de l'anomenat black metal com Venom i Celtic Frost que alguns afirmen que van posar ser influència directa del hardcore punk més extrem, no obstant això cal anar amb compte amb aquesta idea, ja que avui dia aquestes bandes són considerades com black metal, però si revisem els primers treballs d'aquestes bandes ens adonarem que tocaven un so bastant proper al que seria posteriorment denominat com thrash metal, fins i tot en l'àlbum black metal de Venom, es nota una clara influència de la banda Motörhead i sons més lligats al punk rock de l'època.
El crust punk és un gènere recorregut en moltes discogràfiques de punk com Profane Existence, Prank, Havoc, Life is Abuse Records o Trabuc Records a Espanya.

### Dècada dels 90s/00s (Portland, Suècia, Espanya)
En Estats Units la dècada dels 90's suposa una important evolució dins gènere amb la irrupció de His Hero is Gone combinant el so cru del crust al costat de concordes en afinacions més greus, propis del sludge metal de l'època. Després de la seva dissolució els seus membres van continuar tocant en altres bandes com Hellshock, Tragedy, From Ashes Rise o Severed Head of State conformant el que popularment es denomina com a escena de Portland, una de les més prolífiques en l'última dècada i donant lloc a una nova i melòdica variant del crust punk, més propera al hardcore melòdic que sol etiquetar-se com a "neo crust".
Una banda de crust important d'Amèrica va ser Aus Rotten de Pittsburgh, Pennsylvania. El crust punk també va florir a Minneapolis, guiat pel segell Profane Existence. En aquest període, l'esperit del crust van ser codificats en particular, amb el vegetarianismo, el feminisme, i, de vegades la ideologia "Straight Edge" està prescrit per moltes de les figures de l'escena. L'escena powerviolence associat amb Slap-a-Ham Records va ser molt a prop a la del crust punk amb Dropdead i Man Is The Bastard.
En Suècia també ens trobem amb una prolífica escena, on sobre tots els grups destaquen Wolfpack els qui en conèixer que compartien nom amb una organització neofeixista europea van passar a cridar-se Wolfbrigade. Membres de Wolfbrigade també toquen en una altra banda capdavantera del moviment anomenada To What End?. Així mateix és obligació fer esment de Skitsystem i Disfear, dues importants bandes on ha participat Tomas "Tompa" Lindberg, frontman dels llegendaris death metal·lers suecs At The Gates. Alguns solen referir-se a les bandes de d-beat procedents de Suècia i tota Escandinàvia com "scandicore" o "scandicrust".
Encara que de forma més tardana (exceptuant alguns enregistraments com el primer disc de Ruido de Rabia en 1987), a Espanya és un moviment amb una importància relativament considerable al País Basc o Catalunya i sobretot en la dècada dels 2000 a la ciutat de La Corunya, on es va desenvolupar un moviment del qual van emergir moltes bandes i podria considerar-se com la meca del "neo crust" a Europa amb la característica especial que aquí el crust pren la influència melòdica del emoviolence/screamo francès dels 90's (per citar Anomie, Belle Epoque) i d'expandir un estil únic a diferents parts del globus, de la qual van sortir grups com Ekkaia, Madame Germen, Ictus i Hongo. Bandes com els cordovesos Opa Hostil també són un referent de l'escena underground espanyola.

### Dècada del 2010s
En aquesta dècada van sorgir bandes com Corrupt Leaders i Phobia, provinents del Canadà els qui malgrat el seu so crust es van orientar mes al grindcore, de fet gràcies a Corrupt Leaders ha vingut una nova onada de bandes de crust punk, encara que aquestes noves bandes siguin una mica més extremes arribant a ser un híbrid o fusió entre el crust i el grind anomenat "crustgrind".

## Vestimenta
La forma de vestir d'aquest subgènere s'associa normalment amb la filosofia o moviment punk DIY. Quant al color de la vestimenta, és sempre negre, similar a l'estil anarco-punk. Solen usar jaquetes, armilles i pantalons desgastats, dessuadores amb caputxes, botes o tennis. Els punxons i els pegats amb els logotips de bandes del gènere cosits a la roba són emblemàtics de la vestimenta crust. Alguns 'Crusties' també usen dreadlocks.

## Fusions i relacions amb altres gèneres

### Rock industrial
El segell britànic Peaceville explicava entre les seves files amb nombrosos grups de metal industrial, així com de crust punk, motiu pel qual tots dos gèneres es van influenciar mútuament. La banda Nausea de Nova York posteriorment incorporarà elements de rock industrial. En tots dos casos, grups de crust com Deviated Instinct o Nausea, durien a terme projectes paral·lels de metal industrial.

### Grindcore
El Crust va tenir un impacte important en el grindcore. El grindcore primerenc practicat pels grups britànics Napalm Death i Extreme Noise Terror va emergir de l'escena crust punk. A aquest estil se li ha denominat "crustgrind".

### Thrashcore i powerviolence
El thrashcore i el powerviolence, els quals són gèneres que principalment van emergir del hardcore punk nord-americà, estan també relacionats amb el crust punk en els casos de bandes com Man Is the Bastard, Dropdead i Capitalist Casualties.

### Influències del black metal
Bandes de crust com Amebix van prendre influències del gènere del black metal en bandes com Venom i Celtic Frost. En forma similar la banda Bathory va ser inicialment influenciada pel crust. El crust posterior va ser influenciat per la segona ona del black metal destacant en aquesta característica la banda Iskra Els mateixos membres d'Iskra van usar la frase "blackened crust" per descriure el seu estil. La banda japonesa Gallhammer també fusiona el black metal amb el crust. En forma més recent la important banda dins del Black Metal, Darkthrone, ha incorporat influències del crust punk en el seu material més recent.
El black metal i el crust punk estan molt units en l'actualitat. Membres de Darkthrone i Satyricon recentment van donar a conèixer el seu amor cap al punk, mentre que el black metal ha rebut més atenció per part dels seguidors del crust. De fet, l'àlbum més recent de la banda crust Skitsystem aporta més del black metal, mentre que l'últim àlbum per part de Darkthrone aporta més del punk.